# Anton Tus
Anton Tus, född 22 november 1931 i Bribir, Kroatien (i dåvarande Jugoslavien), död 4 september 2023 i Zagreb, var en kroatisk general som tjänstgjorde som det jugoslaviska flygvapnets chef 1985–1991 och Kroatiens försvarschef 1991–1992. Tus var det självständiga Kroatiens första försvarschef och ledde försvarsmakten i början av det kroatiska självständighetskriget 1991–1992.